# Blackburn Twin Blackburn
Ne doit pas être confondu avec Blackburn Blackburn.
Le Blackburn Twin Blackburn est un avion militaire de la Première Guerre mondiale réalisé au Royaume-Uni par Blackburn Aircraft.